# Hans George von Osterhausen
Hans George von Osterhausen († 1603) war kursächsischer Hauptmann der Ämter Weißenfels, Freyburg und Eckartsberga, Besitzer der Rittergüter Gatterstädt, Gleina und Rudelsburg.
Er war der Sohn von Hans von Osterhausen auf Gatterstädt und schlug die Verwaltungslaufbahn ein. Eine gewisse Zeit war er Statthalter von Leipzig.
Verheiratet war er u. a. mit Catharina geb. Bose aus dem Hause Frankleben. Seine Söhne waren u. a. der Rittergutsbesitzer Georg Sebastian von Osterhausen (1575–1650), Melchior und der schleswig-holsteinische Hofbeamte und Küchenmeister Johann Georg von Osterhausen. Der Dompropst und Hofrichter Johann Siegmund von Osterhausen ist sein Enkel.